# لاميون
اللَّامِيُون أو اللاميوم أو الفاغر أو قريص الدجاج (الاسم العلمي:Lamium) هي جنس من النباتات يتبع فصيلة الشفوية من رتبة الشفويات. يضم حوالي أربعين نوعا مقبولا وعددا آخر من الأنواع التي لم يحسم أمرها بعد.

## أنواع
يوجد عدة أنواع من جنس الاللاميون: 	  
- لاميون إيراني (الاسم العلمي:Lamium iranicum)
- لاميون أبقع (الاسم العلمي:Lamium maculatum)
- لاميون أبيض (الاسم العلمي:Lamium album)
- لاميون أجرد (الاسم العلمي:Lamium glaberrimum)
- لاميون أرجواني (الاسم العلمي:Lamium purpureum)
- لاميون أورفالي (الاسم العلمي:Lamium orvala)
- لاميون بلقاني (الاسم العلمي:Lamium balcanicum)
- لاميون تايواني (الاسم العلمي:Lamium taiwanense)
- لاميون تركستاني (الاسم العلمي:Lamium turkestanicum)
- لاميون تشوروشي (الاسم العلمي:Lamium tschorochense)
- لاميون خوذي (الاسم العلمي:Lamium galeobdolon)
- لاميون درني (الاسم العلمي:Lamium tuberosum)
- لاميون ستينتوني (الاسم العلمي:Lamium staintonii)
- لاميون سيشواني (الاسم العلمي:Lamium szechuanense)
- لاميون صغير الأزهار (الاسم العلمي:Lamium micranthum)
- لاميون صوفي الرأس (الاسم العلمي:Lamium eriocephalum)
- لاميون صيني (الاسم العلمي:Lamium chinense)
- لاميون عريض أوراق (الاسم العلمي:Lamium latifolium)
- لاميون غارغاني (الاسم العلمي:Lamium garganicum)
- لاميون غواندونغي (الاسم العلمي:Lamium kwangtungense)
- لاميون غيلونغي (الاسم العلمي:Lamium gilongensis)
- لاميون فريماني (الاسم العلمي:Lamium vreemanii)
- لاميون قوقازي (الاسم العلمي:Lamium caucasicum)
- لاميون كبير الأسنان (الاسم العلمي:Lamium macrodon)
- لاميون لبدي (الاسم العلمي:Lamium tomentosum)
- لاميون لبني الأوراق (الاسم العلمي:Lamium galactophyllum)
- لاميون متعدد الأجزاء (الاسم العلمي:Lamium multifidum)
- لاميون متعرج (الاسم العلمي:Lamium flexuosum)
- لاميون متمادي (الاسم العلمي:Lamium confertum)
- لاميون مسكي (الاسم العلمي:Lamium moschatum)
- لاميون مشرقي (الاسم العلمي:Lamium orientale)
- لاميون مشقوق (الاسم العلمي:Lamium bifidum)
- لاميون ملتف الساق (الاسم العلمي:Lamium amplexicaule)
- لاميون نيبالي (الاسم العلمي:Lamium nepalense)
- لاميون كونرادي (الاسم العلمي:Lamium x conradiae)
- لاميون هولشتايني (الاسم العلمي:Lamium x holsaticum)
- لاميون شروكتيري (الاسم العلمي:Lamium x schrocteri)
- لاميون يانغتشوي (الاسم العلمي:Lamium yangsoense)

## انتشاره في الوطن العربي
من أنواعه الواطنة في الوطن العربي:
1. اللاميون الأبقع (باللاتينية: Lamium maculatum) في بلاد الشام وتركيا والقوقاز ومعظم مناطق أوروبا
2. اللاميون الأبيض (باللاتينية: Lamium album) في العراق وآسيا ومعظم مناطق أوروبا
3. اللاميون الأرجواني (باللاتينية: Lamium purpureum) في بلاد الشام ومصر والمغرب العربي وتركيا والقوقاز وكل أوروبا
4. اللاميون الصوفي الرأس (باللاتينية: Lamium eriocephalum) في بلاد الشام وتركيا
5. اللاميون الغارغاني (باللاتينية: Lamium garganicum) في بلاد الشام والمغرب العربي وقبرص وتركيا ومعظم مناطق حوض البحر الأبيض المتوسط
  1. نويع اللاميون المقدوني (باللاتينية: Lamium garganicum L. subsp. garganicum) في بلاد الشام والمغرب العربي وقبرص وتركيا ومعظم مناطق حوض البحر الأبيض المتوسط
  2. نويع اللاميون المخطط (باللاتينية: Lamium garganicum subsp. striatum) في بلاد الشام وبعض مناطق شمال حوض المتوسط والقوقاز
6. اللاميون كبير الأسنان (باللاتينية: Lamium macrodon) في بلاد الشام وتركيا وجنوب القوقاز
7. اللاميون المتعرج (باللاتينية: Lamium flexuosum) في المغرب العربي وجنوب غرب أوروبا
8. اللاميون المسكي (باللاتينية: Lamium moschatum) في بلاد الشام وقبرص وتركيا واليونان
9. اللاميون المشرقي (باللاتينية: Lamium orientale) في بلاد الشام وتركيا
10. اللاميون الملتف الساق (باللاتينية: Lamium amplexicaule) في بلاد الشام ومصر والمغرب العربي وتركيا والقوقاز وكل أوروبا